# マリアーノ・デ・ラ・パス・グラエルス

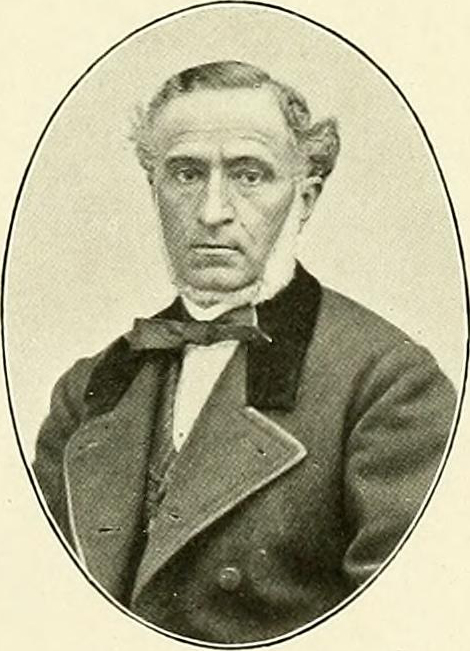
マリアーノ・デ・ラ・パス・グラエルス

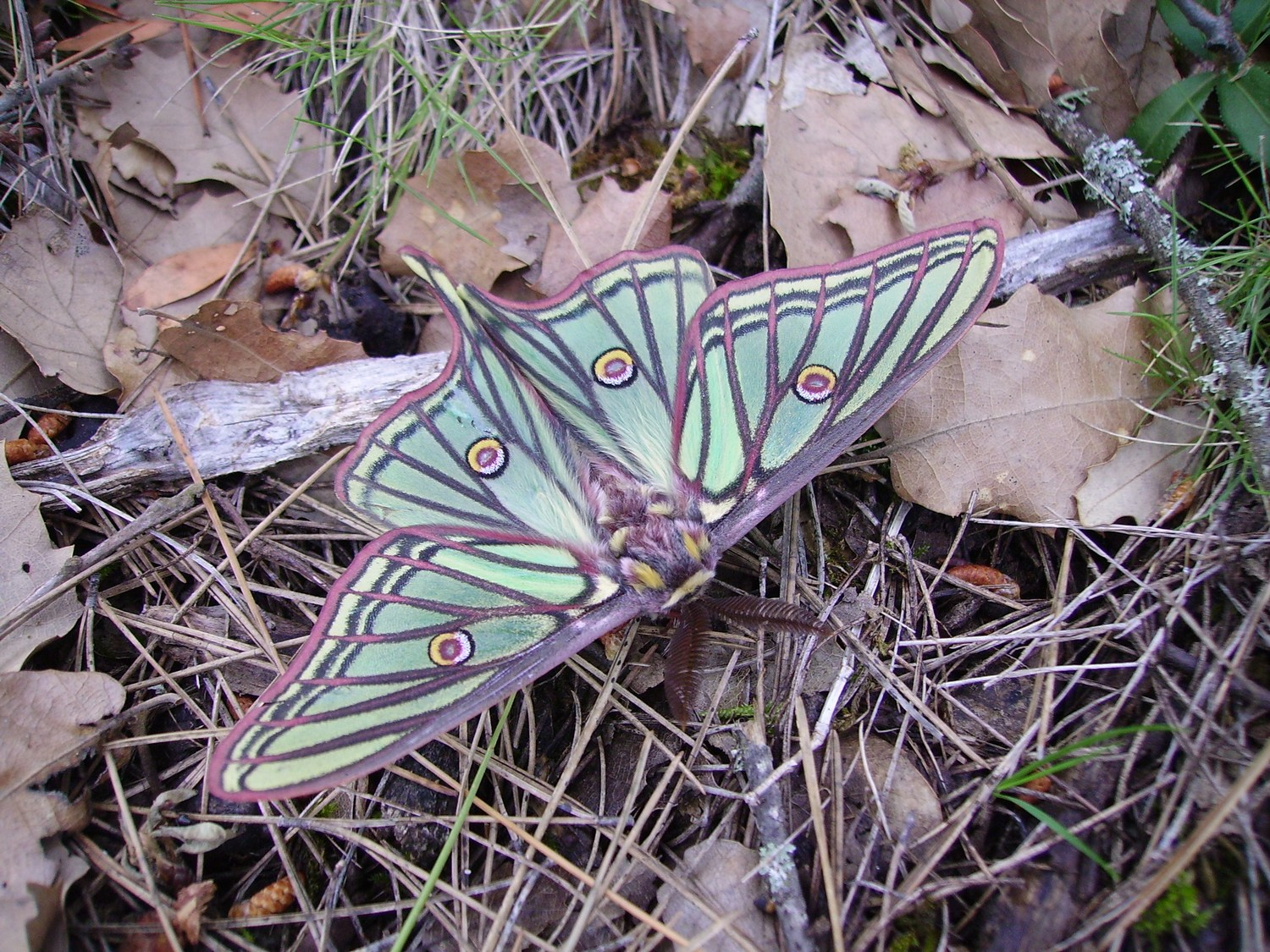
イザベルミズアオ

マリアーノ・デ・ラ・パス・グラエルス（Mariano de la Paz Graells y de la Agüera 、1809年1月24日 - 1898年2月14日）はスペインの医師、博物学者である。

## 略歴
ラ・リオハ地方のトリシオで生まれた。医師となり、マドリード中央大学（Universidad Central de Madrid）の比較解剖学の教授となった。政治家としても活動し、上院議員なども務めた。
王立自然史博物館（Real Museo de Ciencias Naturales）の動物学の教授を務め、マドリード王立植物園の園長も務めた。後にマドリード中央大学の比較解剖学、生理学の教授となった。スペイン王立科学アカデミー（Real Academia de Ciencias Exactas, Físicas y Naturales）の創立メンバーで副会長を務めた。カルロス三世栄誉勲章を受勲した。
昆虫学の分野での活動で知られ、約75に及ぶ新種を記載した論文を発表した。その中にはスペインとフランスの限られた地域に生息する独特の翅脈の模様を持つ蛾、イザベラミズアオ または イザベルミズアオ(Graellsia isabellae)が含まれる。